# Richard Acarapi
Richard Acarapi (* 8. Januar 1978) ist ein bolivianischer Straßenradrennfahrer.
Richard Acarapi gewann 2006 das Eintagesrennen Doble Tiwanaku und 2007 war er bei dem Rennen Desaguadero-La Paz erfolgreich. In der Saison 2008 gewann er die Doble Huarin, wurde Zweiter bei Doble Achacachi und Fünfter der Gesamtwertung der Vuelta al Lago Uru Uru. 2009 gewann Acarapi eine Etappe bei der Vuelta al Lago Uru Uru und konnte so auch die Gesamtwertung für sich entscheiden. Mit seiner Mannschaft Equipo Sinchi Wayra war er außerdem bei einem Teilstück der Vuelta a Bolivia erfolgreich.

## Erfolge
2009
- Mannschaftszeitfahren Vuelta a Bolivia